# Courtier piqueur juré
Courtier juré piqueur de vins est une profession, spéciale à Paris, liée au droit et au commerce du vin.

## Histoire
La compagnie des courtiers piqueurs jurés de Paris remonte à mars 1322 (règlement de Charles IV le  Bel). Elle constitue donc un des plus anciens groupements professionnels français. 
Supprimée à la Révolution par la loi Le Chapelier, rétablie en 1813 par Napoléon Ier, elle avait pour mission d'assurer la fiabilité et la sincérité des opérations commerciales liées au commerce du vin, très important à l'époque du point de vue politique et social.
Il a existé des experts analogues dans certains ressorts judiciaires.

## Aujourd'hui
La Compagnie des courtiers jurés-experts piqueurs de vins de Paris rassemble 50 membres actifs, tous des professionnels du vin. Leurs missions sont multiples : inventaires en cas de cession ou après décès, expertises amiables ou judiciaires mais aussi conférences, jurys de concours, présentation de vins et champagne. Ils organisent des dégustations à leur siège, rue du Port aux Lions, à Charenton (Val-de-Marne).
La fin de la centralisation du commerce du vin à Bercy ainsi que la pratique des tribunaux a entraîné une baisse de leur rôle, notamment au Tribunal de commerce de Paris où ils ont longtemps bénéficié d'un quasi-monopole de l'expertise.
En 2022, la compagnie est active.